# 日本カタン糸
日本カタン糸株式会社（にほんかたんいとかぶしきがいしゃ）は、日本にかつて存在した紡績・製糸会社。同名の会社が複数ある。

## 沿革

### 日本カタン糸（帝国製糸の前身）
1895年2月、大阪の八尾に資本金8万円で設立された。大阪、京都、東京に販売所が設置され、1897年には第2工場も完成した。日清戦争後の不況により、1898年7月に破綻し売却された。
売却の後は大阪カタン糸合資会社と名称変更し、ついで村井吉兵衛が同社を買収し村井カタン糸と名称変更をした。1907年にはイギリスのJ. & P. コーツが大株主となり、再び名称変更して帝国製糸（当時住所:八尾市安中218）となり、「日の出印」の糸を生産した。
同社は第二次世界大戦中の1943年1月には、新株6000株他を富士紡績が購入することで（敵性資産として）消滅したが、敗戦後の1950年7月31日、ポツダム命令関連法規により、再び帝国製糸として J. & P. コーツに返還された。
また同社は1918年に愛知県で設立された帝国製糸（愛知県碧海郡安城町、杉板製糸所の後継会社）とは異なる。

### 日本カタン糸（湖東紡績の前身）
1917年、帝国製糸の富永松男と波多野喜一が多数の労働者と共に大阪繊維に転職し、「ラクダ印」のカタン糸の製造販売を開始した。同社が第一次世界大戦後の不況で不振に陥ったとき、綿糸布商社であった田附商店が救済し、1920年12月、日本カタン糸株式会社として再建が図られた。
1922年には滋賀県神崎郡能登川に原糸紡績から完成までの本格的な一貫工場をもち、「鰐印｣のカタン糸が生産された。
しかしこれも不況により1929年に破綻し、カタン糸加工部門は田附と帝国製糸に譲渡され、同社に残った紡績と撚糸部門は、湖東紡績と改称した。

### 日本カタン糸（帝国製糸の関連会社）
1929年、田附と共に日本カタン糸の加工部門を買収した帝国製糸は、別の新会社として日本カタン糸株式会社を創立した。資本金は100万円、出資比率は帝国製糸が60％、田附が40％であった。しかし最終的にこの日本カタン糸は帝国製糸に「鰐印」「星鰐印」のカタン糸の生産を委託し、元の日本カタン糸の能登川工場の生産設備も八尾工場に移された。
その後の第二次世界大戦後の影響で敵性資産として凍結・譲渡されたが、戦争終了後の1951年には、GHQと吉田茂内閣下の政令により再設立された（当時住所: 大阪市北区中之島2丁目19番地）。
この法律により日本カタン糸の1万6千株の株主の割合は、帝国製糸（当時住所: 大阪府八尾市安中218）が9600株（60%）、旭光製糸が6400株（40%）と規定され、同時に、私的独占の禁止及び公正取引の確保に関する法律（独占禁止法）が適用されることが規定され、両者は法律に従い株式を処分することを求められた。
ただし真珠湾攻撃の日付け当時の日本カタン糸の取締役及び監査役が復帰し、旭光製糸（当時住所: 大阪府北河内郡真町古川橋367）からは日本カタン糸の資産が返還された。